# Appendicostomia
L'appendicostomia è una comunicazione artificiale tra l'esterno e l'appendice dell'intestino.
Si ottiene sezionando l'appendice ad una distanza di 1 cm dalla sua inserzione. Nell'appendice viene introdotto e fissato un catetere, il cui estremo libero viene a sporgere al di fuori dell'incisione chirurgica.